# Ophioglossum petiolatum
Ophioglossum petiolatum är en låsbräkenväxtart som beskrevs av William Jackson Hooker. Ophioglossum petiolatum ingår i släktet ormtungor, och familjen låsbräkenväxter. Inga underarter finns listade i Catalogue of Life.